# سلسلة بيفركيل
سلسلة بيفركيل، هو جبل يقع في جبال كاتسكيل في غرب نيويورك في الشمال الغربي من وادي فروست. يقع جبل وايلدكات في الجنوب الشرقي، ويقع مهد روك ريدج شمالًا، ويقع جبل مونجاوب في الجنوب الغربي من سلسلة بيفركيل.